# Colecția Kesauri
Colecția Kesauri este o colecție a familiei Kesauri de lucrări ale unor artiști celebri care determină dezvoltarea artei moderne de la Renaștere până în prezent. Colecția este păstrată în diferite țări ale UE, lucrările colecției sunt expuse în mod regulat în muzeele și galeriile de stat din țările UE, sub formă de expoziții individuale. În perioada cuprinsă între 2013 și începutul anului 2019, au avut loc 68 de expoziții (referințe la unele dintre acestea). Pentru organizarea de expoziții de lucrări din colecția lor, familia Kesauri a primit mulțumiri multor muzee și municipii din diferite țări, precum și ambasadorilor din acele țări din care provin  artiștii, ale căror lucrări au fost expuse.  · .

## Crearea unei colecții
Colecția a fost creată prin cumpărarea de la persoane fizice, prin  licitații, dar și primite cadou a unor lucrări originale realizate în diverse tehnici și diverse genuri, atât unice, cât și create în serie - în tehnica litografiei, sculpturii, basoreliefului, medaliei, serigrafului metalelor prețioase și de mătase, designer de lucru, bijuterii. Există colecții unice în colecția - memorial și articole personale ale artiștilor și personalități celebre din lumea artei și culturii.

## Compoziția colecției
Colecția cuprinde peste 2600 de articole, din care:

###### Salvador Dalí
aproximativ 1500 de articole - cea mai mare colecție din lume a medaliilor originale din Dali, obiecte memoriale, autografe ale membrilor familiei, memorabile, asociate angajaților, cercetatori de creativitate si prieteni Dali și Gala, desene, lucrari de serie si design, sculptura, ceramică, bijuterii producători de băuturi alcoolice, parfumuri și modă înaltă.

###### Marc Chagall
57 lucrări în tehnica litografiei, portofoliu și lucrare unică.

###### Giorgio de Chirico
75 de lucrări în tehnica de litografie, portofoliu și muncă unică.

###### René Magritte
57 lucrări în tehnica litografiei, portofoliu și lucrare unică.

###### Henry Moore
11 lucrări în tehnica de litografie, basorelief, serigrafie de argint, portofoliu și lucrări unice.

###### Edgar Degas
45 de lucrări în tehnica de heliogravură.

###### Henri de Toulouse-Lautrec
45 lucrări în tehnica de litografie și gravuri, portofoliu și lucrări unice.

###### Hans Holbein cel Tânăr
80 lucrări în tehnica de tăiat lemn.

###### Leonor Fini
75 lucrări în tehnica litografiei, lucrări de proiectare.

###### Renato Guttuso
89 lucrări în tehnica de litografie, lucrări de proiectare, bijuterii.

###### Eugène Delacroix
19 lucrări în tehnica de litografie.

###### Diverse autori de la impresioniști până în prezent
număr total - peste 400 de lucrări (autori în ordine alfabetică):
Alexandre Garbell
Amanda Lear
André Breton
André Derain
André Masson
André Minaux
Antonio Pitxot
Arno BREKER
Berthe Morizot
Camille Pissarro
Charles Pry
Daniel BOULOGNE
Dorothea Tanning
Édouard MANET
Ernst Fuchs
Ernst Neizvestny
Frédéric Delanglade
Jacqueline Lamba
Jacques Hérold
Jacques Lipchitz
Jean Carzou
Jean Commère
Jean VERAME
Jean-Baptiste Armand Guillaumin
Jean-Pierre Maury
Joan Miró
Lorenzo Quinn
Luc Simon
Lucien Fontanarosa
Man Ray
Max Ernst
Mikhail Shemyakin
Oleg Shupliak
Orlando Pelayo
Oscar Dominguez
Paloma Picasso
Paul Cézanne
Paul Guiramand
Piero Fornasetti
Pierre-Auguste Renoir
Victor Brauner
Wifredo Lam

###### Lucruri memorabile ale luiVladimir VîsoțkiиMarina Vlady[31].[32]
— La o licitație la Hotel Drouot în 25 noiembrie 2015  10 loturi au fost achiziționate de Marina Vlady, înlegătură cu ea personală, Vladimir Semenovici Vîsoțki, Mikhail Mikhailovich Shemyakin, Vadim Tumanov:
— 6 litografii ale lui Shemyakin dedicate lui  Marina Vlady și Vladimir Vîsoțki
— 2 basoreliefuri — cadouri de nunta din Georgia
— lanțul de aur - un cadou de la Vadim Tumanov
— fosta «Divina Comedie» a lui Salvador Dalí.
— Autograful scrierii unui poem de Daniel Olbrychski, donat viitoarei expoziții dedicate lui Vladimir Vîsoțki.

###### Lucrări de artă și design originale ale vedetelor cinematografice[14]
număr total - aproximativ 70 de lucrări (autori în ordine alfabetică):
Tony Curtis
Anthony Quinn
Arnold Schwarzenegger
Claudia Schiffer
David Bowie
Demi Moore
Drew Barrymore
Eugen Ionescu
Ewan McGregor
Federico Fellini
George Clooney
Giorgi Mikeladze
Gloria Swanson
Grace Kelly
Jane Seymour
Jean Cocteau
Jean Marais
Justin Timberlake
Marcel Marso
Michael Caine
Nicole Kidman
Penélope Cruz
Peter Falk
Roger Moore
Samuel L Jackson
Sophia Loren
Sylvester Stallone
Tonino Guerra
Whoopi Goldberg